# Koehneria madagascariensis
Koehneria madagascariensis är en fackelblomsväxtart som först beskrevs av John Gilbert Baker, och fick sitt nu gällande namn av S.A. Graham, H. Tobe och P. Baas. Koehneria madagascariensis ingår i släktet Koehneria och familjen fackelblomsväxter. Inga underarter finns listade i Catalogue of Life.